# 三山站
三山站曾是一个京沪线上的铁路车站，位于江苏省丹徒县三山乡，建于1975年，撤銷前为四等站，邮政编码为212143。目前客运：不办理旅客乘降；不办理行李、包裹托运；不办理货运营业。